# Ngựa Kentucky
Ngựa Kentucky hay ngựa cưỡi miền núi Kentucky là một giống ngựa có nguồn gốc từ tiểu bang Kentucky của Hoa Kỳ. Giống ngựa này được phát triển từ một trang trại xung quanh miền đông Kentucky. Ngựa Kentucky có tính di truyền liên quan đến giống ngựa Tennessee và các giống ngựa khác. Giống ngựa này có đặc điểm là có cái mặt bè, đoạn giữa cổ dài và có độ cong, ngực sâu và vai dốc. Đây là giống ngựa được biết đến là những biết tự kiếm ăn và dễ nuôi nhốt cũng như dễ dàng trông giữ. Theo truyền thống thì hai hiệp hội KMSHA và SMHA định kỳ tổ chức một chương trình thi đấu chung mỗi năm tại Công viên ngựa Kentucky.

## Đăng ký giống
Năm 1989, Hiệp hội ngựa Kentucky (KMSHA) được thành lập và vào năm 2002, Hiệp hội ngựa đốm miền núi (SMHA) được đăng ký Ngựa miền núi Kentucky với các tiêu chuẩn cụ thể. Các tiêu chuẩn về cấu tạo giống nhau đối với hai nhóm ngựa, với sự khác biệt chính là các yêu cầu về màu lông ngựa. Cuốn sổ phả hệ hướng dẫn đăng ký giống KMSHA hiện đã chốt sổ đối với những cá thể ngựa từ các bậc cha mẹ chưa đăng ký. Tính đến năm 2011, KMSHA có hơn 3.200 thành viên và đã đăng ký hơn 24.000 cá thể ngựa. Phần lớn những con ngựa phân bố ở Kentucky, nhưng giống ngựa này cũng được nhìn thấy ở khắp Hoa Kỳ, cũng như ở Canada và một số lượng nhỏ ở châu Âu
Để được đăng ký với tư cách là giống Ngựa Kentucky thì những con ngựa ứng viên phải thể hiện "tính khí nhẹ nhàng và sẵn sàng" trước những người kiểm tra. Ngựa nái và ngựa đực giống bố mẹ không có trong nội dung của KMSHA có thể không được đăng ký trong sổ cái, trừ khi cha mẹ đăng ký với Hiệp hội ngựa núi Rocky, Hiệp hội ngựa miền núi hoặc Hiệp hội ngựa hoang Kentucky. Các kết quả từ các giống bố mẹ chưa đăng ký có thể được đăng ký nếu chúng đáp ứng các tiêu chuẩn giống khác nhưng không được đăng ký kép. Ngựa nái từ giống bố mẹ chưa đăng ký có thể được đăng ký là một phần nằm trong "Phụ lục".  Hơn ba mươi giống ngựa "ra dáng" có thể thực hiện dáng đi bốn nhịp và một số cũng có thể chạy nước kiệu